# Zustand (Physik)
Der Zustand eines physikalischen Systems ist im Rahmen eines physikalischen Teilgebietes durch die kleinstmögliche Gesamtheit aller Informationen gegeben, die zur vollständigen Beschreibung der momentanen Eigenschaften des Systems erforderlich sind, sofern sie nicht schon als Parameter des Systems festliegen, also seine unveränderlichen Eigenschaften sind.
|    | System                                                       | Zustand                                                                                  |
| -- | ------------------------------------------------------------ | ---------------------------------------------------------------------------------------- |
| 1. | Ein Körper gegebener Masse im Schwerefeld der Erde           | Ort: 1 m über der Schwertspitze des Bremer Roland, Geschwindigkeit: 2 m/s nach Norden    |
| 2. | 1 kg normale trockene Luft im stabilen Gleichgewichtszustand | Volumen 1 m³, Temperatur 300 K (Der Druck ist dann durch die Zustandsgleichung gegeben.) |
| 3. | Wasserstoffatom                                              | 2s-Niveau                                                                                |
| 4. | Ein Teilchen ohne Spin im {\displaystyle 1/r^{3}}-Potential  | Grundzustand                                                                             |

Der Zustand eines physikalischen Systems, das der Beobachtung zugänglich ist, legt insbesondere alle beobachtbaren Eigenschaften fest und gestattet damit Voraussagen über alle Messwerte beobachtbarer physikalischer Größen. Sind diese physikalischen Größen durch Gleichungen verknüpft (z. B. Zustandsgleichung in der Thermodynamik), genügt es, eine geeignete Auswahl dieser Größen anzugeben, um den Zustand eindeutig festzulegen. Im engeren Sinn wird unter Zustand daher eine Mindestzahl physikalischer Größen verstanden, aus denen sich mit Kenntnis der Systemeigenschaften alle weiteren beobachtbaren Größen berechnen lassen. (So ergibt sich im 2. Beispiel der obigen Tabelle aus der Kenntnis von Volumen und Temperatur etwa der Druck aus der Zustandsgleichung für normale trockene Luft.) In der klassischen Physik entsprechen diese Voraussagen eindeutigen Messwerten, in der Quantenphysik unter Umständen nur Wahrscheinlichkeitsverteilungen mehrerer möglicher Messwerte, unter denen durch die Messung in nicht weiter vorhersagbarer Weise einer ausgewählt wird. In diesem Sinn bewirkt eine Messung an einem System der Quantenphysik auch eine Präparation des Systems in dem beobachteten Zustand.
Existiert für ein System eine Bewegungsgleichung (z. B. 2. Newtonsches Axiom im 1. Beispiel, zeitabhängige Schrödingergleichung im 4.), kann man mit ihrer Hilfe aus den mit dem Zustand gegebenen momentanen Eigenschaften des Systems ermitteln, wie der Zustand sich verändert. Sofern weitere Einzelheiten aus der Vorgeschichte des Systems die weitere Entwicklung beeinflussen, muss die Definition des Zustands diese Informationen mit umfassen.
Ein physikalisches System kann in verschiedenen Zuständen vorliegen. In einem mathematischen Modell für ein physikalisches System wird die Menge der möglichen Zustände als Zustandsraum des Systems bezeichnet; in der klassischen Mechanik auch als Phasenraum. Nimmt das Objekt mit fortschreitender Zeit eine Reihe verschiedener Zustände an, durchläuft es einen Prozess.
Wenn ein System aus Teilsystemen aufgebaut ist, hat in der klassischen Physik auch jedes Teilsystem einen bestimmten Zustand, und die gleichzeitig vorliegenden Zustände aller Teilsysteme bestimmen den Zustand des Gesamtsystems. Der momentane Zustand des Gesamtsystems und aller seiner Teilsysteme liegt schon unmittelbar vor einer Messung fest und wird durch die Messung nur „registriert“. Im Unterschied dazu kann in der Quantenphysik ein zusammengesetztes „gekoppeltes“ System in einem Zustand vorliegen, in dem ein Teilsystem gleichzeitig in verschiedenen Zuständen vorliegt, die jeweils mit einem anderen Zustand des restlichen Systems gekoppelt sind. Das Phänomen wird als Verschränkung bezeichnet.
Je nach Teilgebiet der Physik kommen unterschiedliche Zustandsdefinitionen zur Anwendung:
- Klassische Mechanik des Massenpunktes: Der Zustand ist gegeben durch Ort und Impuls.
- Klassische Mechanik des Starren Körpers: Der Zustand ist gegeben durch Ort und Impuls des Schwerpunkts, die Orientierung des Körpers und seinen Drehimpuls um den Schwerpunkt.
- Klassische Statistische Mechanik vieler Massenpunkte: Der Zustand (genauer: der Mikrozustand) ist gegeben durch die Orte und Impulse jedes einzelnen Massenpunkts.
- Thermodynamik: Der Zustand ist gegeben durch eine Auswahl makroskopischer Größen (wie Volumen, Druck, Temperatur, innere Energie, Magnetisierung, …), aus denen sich mit Hilfe der Zustandsgleichungen des Systems alle weiteren makroskopischen Größen berechnen lassen.
- physikalische Chemie: Der Zustand ist gegeben durch die Zustandsgrößen der Thermodynamik sowie die Massenanteile verschiedener Stoffe.
- Elektromagnetisches Feld: Der Zustand ist gegeben durch die elektrische und magnetische Feldstärke an jedem Ort sowie ihre zeitlichen Ableitungen.
- Quantenmechanik: Der Zustand ist meist gegeben durch den Zustandsvektor (z. B. in Gestalt der Wellenfunktion), allgemein durch den Dichteoperator. Siehe auch Zustand (Quantenmechanik).
- Quantenstatistik: Der Zustand des Teilchensystems ist gegeben durch die Besetzungszahlen sämtlicher möglicher Einteilchenzustände. Siehe ebenfalls Zustand (Quantenphysik).